# ويليام مالون
ويليام مالون (بالإنجليزية: William Malone)‏ هو كاتب سيناريو ومخرج أمريكي، ولد في 1953 في لانسنغ في الولايات المتحدة.

## وصلات خارجية
- ويليام مالون على موقع IMDb (الإنجليزية)
- ويليام مالون على موقع ألو سيني (الفرنسية)
- ويليام مالون على موقع أول موفي (الإنجليزية)
- ويليام مالون على موقع قاعدة بيانات الأفلام السويدية (السويدية)
- ويليام مالون على موقع قاعدة بيانات الفيلم (الإنجليزية)
- ويليام مالون على موقع كينوبويسك (الروسية)